# 河田喜代助
河田 喜代助（かわだ きよすけ、1900年〈明治33年〉2月 - 1952年〈昭和27年〉9月24日）は、日本の地質学者。1952年（昭和27年）9月24日、海底火山の明神礁を調査中に噴火に巻き込まれ、他の乗組員全員と共に殉職した（第五海洋丸の遭難）。没後、理学博士号が授与された。息子の河田茂磨も地質学者。

## 生涯
1900年（明治33年）2月、香川県大川郡志度町（現・さぬき市）に生まれる。
1926年（大正15年）3月、東京高等師範学校理科三部を卒業、埼玉県師範学校の教員となる。
1927年（昭和2年）4月、東北帝国大学理学部地質学古生物学科に入学。1930年（昭和5年）3月に同学を卒業してのちは同学の助手となり、翌1931年（昭和6年）3月からは東京第一臨時教員養成所の講師、1932年（昭和7年）4月からは大阪府立阿倍野高等女学校の教諭を務める。
1937年（昭和12年）9月に満洲国の交通部技正となると共に大陸科学院研究官となり、土木地質学の研究を行った。
1943年（昭和18年）10月、母校である東京高等師範学校の教授として迎えられ、同時に東京文理科大学の講師を兼任することとなった。そのほかに、1944年（昭和19年）4月より立正大学、1949年（昭和24年）4月より駒澤大学、1952年（昭和27年）4月より埼玉大学教育学部で講師を務めてもいる。また、東京教育大学となった旧東京文理大では、1949年（昭和24年）8月より助教授となった。
河田は太平洋戦争中や戦後の混乱の中でも、学生の指導と自らの研究に精力的に励んだとされる。実地調査では、1週間ほど連絡が取れなくなることはざらで、長い時には20日間、秩父で消息を絶っていたこともあった。
その結果の功績として、それまで単に古生層とされていた鶏足山地から化石を発見して二畳系であることを明らかにしたこと、鷲ノ子山で放散虫化石・植物化石の分布・礫岩の発達などを研究し、鷲ノ子層群はジュラ紀のものであること、八溝山の八溝層群は構造上鷲ノ子層群に直接連なっているところがあることから、ジュラ紀上部または白堊紀のものであることを明らかにしたことなどが挙げられる。これらの発見は、関東地方全体のみならず、日本列島の地質構造を解明する上にも貴重な資料を提供することとなった。
1943年（昭和18年）からは、北関東の福島県・茨城県・栃木県の三県にまたがる那須火山山脈の基礎構造を究明し、古代日本列島の地質構造を明らかにすることをテーマとした独創的な研究論文『北関東台地八溝、鷲ノ子、鶏足山塊における火成活動』に着手。夏休みや授業の合間を利用して実地調査を行い、1952年（昭和27年）の時点では、地質図・断面図・柱状図など二百数十点を含む200枚の分量に達していた。この年の11月には日本地質学会での発表を控えており、完成を急いでいた。
後述の通り第五海洋丸の調査に同行したのも、完成まであと一歩に達したこの論文に、更に得難い資料を付け加えられるという目的があったためであった。乗船前日の9月22日も、夜半まで河田は書斎でこの論文の整理に没頭していたといい、遭難後、一人息子の茂磨（当時25歳、東京教育大学地質学研究生）は、「もし最悪の事態になった場合は自分が現在持っているテーマを一時中止してもこれの完成に全力を注ぐ決意をかためた」という。

### 殉職
1952年（昭和27年）9月17日、漁船「第十一明神丸」がベヨネース列岩東方で海底火山の爆発を発見。海上保安庁水路部（現・海洋情報部）ではこれを「明神礁」と命名し、観測調査のため海洋観測船「第五海洋丸」を派遣することとした。このとき、水路部測量課長を務める田山利三郎は、測量の重大性を考慮し、日本列島の成因を研究中の河田に応援を求めた。河田はこれに応じて、田山を含む8名の科学者と共に、9月23日午前10時15分に第五海洋丸に乗船し、明神礁へと向かった。
しかしその後、第五海洋丸は消息を絶った。海上保安庁の設けた遭難事故調査委員会は12月22日、発見された漂流物などから、第五海洋丸は9月24日の噴火に巻き込まれ沈没したとの結論を出した。52歳での殉職だった。
遭難直後の9月26日、取材に応じた河田の妻は、「夫は自分で選んだ地質学の研究途上で遭難したのですから万一のことがあっても本望だと思います」と悲壮な表情で答えている。
水路部部長の須田晥次は、遭難が確定して埼玉県浦和市（現・さいたま市）の河田宅を訪問した際に河田の妻から、弟子たちが河田の遭難に感激し「自然科学の研究は生死を超越してまでも遂行すべきだということがよく判った。私達はこの先生の無言の教へを体して大いに頑張ります」と誓ったという話を聞き、強く感動したという。須田は「先生の死は決して犬死ではなかった。先生の肉体は消えうせてもその科学魂は永遠に生るであろう」と記している。

## 死後
1952年（昭和27年）10月8日、東京教育大学教授会では、河田が10年を掛けてほぼ完成させていた論文「北関東台地八溝、鷲ノ子、鶏足山塊における火成活動」の一章「八溝、鷲ノ子、鶏足山地の地質およびその周縁の地質」が学位論文として受理検討され、その後行われた審査会を通過。河田には理学博士号が贈られることとなった。
未完の論文のうちの完成された一章が学位論文として受理されたこと、提出者の死後に論文が受理されたことは「学界初の異例措置」だった。これは、河田の親友で同大学の地質学教授であった藤本治義の計らいに資するもので、藤本は遭難を聞いて真先に論文のことを案じ、茂磨に父の遺志を継ぐよう強く助言してもいた。また、整理された論文の一章を再検討してみると、これだけでも価値があるということで大学当局に語らったという。
藤本は『読売新聞』の取材に対し、「異例の措置と言われるかも知れないが河田君の残した業績が正当に評価されただけのことで友情に堕したわけでなくこの点は博士論文の権威においてハッキリしておきたい、たゞ完成一歩手前で死んだ彼の心境を思うと心をかきむしられるようだ」と語っている。
1953年（昭和28年）1月22日には、第五海洋丸の遭難で殉職した31名全員を叙勲したことを内閣府賞勲部が発表しており、河田には勲五等双光旭日章が授与されている。
また、妻の夏枝は、1955年（昭和30年）に遭難事故遺族の機関誌『五海洋』を創刊して熱心に編集に打ち込み、第21号まで続いた。その後、1977年（昭和52年）ごろから健康を害し、1983年（昭和58年）7月に死去している。遭難事故当時大学生であった息子の茂磨は、父と同じ地質専門家の道を進んだ。

## 人物
「温厚で真面目一方の典型的な学究肌」であったため、学生たちからは固いという意味を込めた「サンド・ストーン（砂岩）」のニックネームで親しまれていた。
藤本治義は「君は資性温厚で誠に情誼に厚い人であった。その高潔な人格はおのずから人の信頼を集めていた。私等も君をわが教室の将来の大黒柱として, またわが学界のため, 教育界のため君の前途に絶大な期待をよせていたのであったが, それはすべて空しくなってしまった」と記している。
息子の茂磨は、東京文理科大学地質学科を卒業した1951年（昭和26年）春から河田の手伝いを許されるようになり、実地調査に同行してもいる。同年夏には奥秩父を二人で訪れ、洞窟で夜を明かしながら、夜を徹して年代測定に関する議論を交わしたという。「父は父だからといって僕を圧迫しない、経験ある科学者として僕に接してくれました」と茂磨は語っている。

## 著作

### 書籍
- 『くわしい新地理・全』（1949年）
- 『地殻の科学』〈学生の地学 第三巻〉（1950年、国民図書刊行会）
- 『地学新研究』（1952年、池田書店） - 福井英一郎との共著。
- 『地質古生物』〈研究社学生文庫〉（1954年、研究社）

翻訳
- ハンチントン、カールソン『社会地理学』（1932年、古今書院） - 中島満洲夫との共訳で抄訳。

### 論文
- 「古生層中に発見せる水螅類（Hydrozoa）の新化石」『東京博物学雑誌』1932年[12]。
- 「樺太恵須取町概況」『大塚地理学会論文集』第1輯、1933年[12]
- 「結晶片岩層と和泉砂岩層との接触地及び和泉砂岩層中の結晶片岩塊に就いて」『地質学雑誌』43巻514号、1936年7月
- 「紀ノ川流域に於ける中央構造腺の性質」『地質学雑誌』44巻512号、1937年6月
- 「満洲西南部における地学上の問題」『大陸科学院彙報』2巻2号、1938年[12]
- 「紀ノ川流域における "中央線" に沿う地質」『矢部教授還暦記念論文集』1939年[12]
- 「黄土の研究――熱河地方の部」『大陸科学院彙報』2巻4号、1939年[12]
- 「満洲における土木工事と凍結作用」『日本学術協会報告』16巻、1941年[12]
- 「満洲の地理的特異性――湿地と地盤の凍結作用について」『地理学』9巻7号、1941年[12]
- 「満洲に於ける黄土の性質」『地質学雑誌』48巻570号、1941年3月
- 「土木工事と地質」『土木と満洲』3巻3号、1942年[12]
- 「満洲における土壌の性質について 第1報」『大陸科学院研究報告』7巻5号、1943年 - 中武縁との共著[12]。
- 「長野油田の地質」『地質学雑誌』52巻613号、1946年12月 - 藤本治義、牛來正夫、鹿股信雄、關利一郎、川端三郎との共著。
- 「栃木県鷲ノ子山塊周縁の第三紀層について」『地質学雑誌』53巻、1947年[12]
- 「栃木県鷲ノ子山塊周線の地質構造」『地質学雑誌』54巻639号、1948年[12]
- 「茨城県鷲ノ子山塊南麓の礫岩層より古生代化石を含む礫の発見」『地質学雑誌』54巻628号、1948年7月 - 鹿股信雄との共著。
- 「鷲ノ子・鶏足両山塊の古期岩層について」『地質学雑誌』55巻648号、1950年1月
- 「足尾山塊西南部の地質構造」『地質学雑誌』56巻656号、1950年5月
- 「奥秩父の地質学的研究」『秩父自然科学博物館研究報告』1号、1950年11月 - 藤本治義、宮澤俊彌、森川六郎、新井房夫、高野貞、吉田三郎、原清文、田附治夫、間遠治孝との共著。
- 「八溝・鷲ノ子・鶏足各山塊に於ける火成活動」『地質学雑誌』57巻673号、1951年10月
- 「八溝山塊の地質」『地質学雑誌』57巻670号、1951年7月
- 「満洲北東部の地形と地質の問題」『東亜地質鉱産誌 満洲・地形』1952年[12]
- 「栃木県帝尺山脈南麓・湯西川流域における地質」『地質学雑誌』58巻682号、1952年[12]
- 「鷲ノ子山塊の断層地形」『内田寛一先生還暦記念地理学論文集』下巻、1952年[12]
- 「栃木県五十里ダムの建設と地震」『地震』第2輯（5巻3号）、1952年
- 「Geological Studies on the Yamizo, Torinoko and Toriashi Mountain blocks and their Neighbourhood, in the Northeastern Kwanto District.」『Sci. Rep. Tokyo Bunrika Daigaku Section』C, vol.2 no.14, 1953